# 이사도라 윌리엄스
이사도라 윌리엄스(Isadora Williams, 1996년 2월 8일~)는 브라질의 피겨 스케이팅 선수이다. 2018년 동계올림픽에서 쇼트 17위, 프리 24위로 종합 24위를 차지했다.